# Klarinet
Een klarinet is een blaasinstrument behorend tot de enkelrietinstrumenten. In het harmonieorkest en symfonieorkest wordt de klarinet gerekend tot de houtblazers. De naam komt van clarinetto, een verkleinwoord van het Italiaanse clarino, een soort trompet.

## Beschrijving
De klarinet bestaat uit een min of meer cilindrische holle pijp met gaten, waarvan sommige met een vinger worden afgedekt, en andere met een klep. De gaten die met de vingers worden afgedekt, hebben vaak een ring (bril) om kleppen te bedienen die buiten het bereik van de vingers liggen. Daarnaast bezit de klarinet nog aparte kleppen, die onder andere met de pink bediend worden, en waarmee gaten worden geopend of gesloten. De gaten zitten allemaal aan de voorzijde van de klarinet, met uitzondering van het duimgat aan de achterzijde. De duim van de linkerhand bedient het duimgat, maar ook een aparte klep, de duodecimeklep, die gebruikt wordt voor de hogere tonen.
Het uiteinde van het instrument loopt uit in een trechter die klankbeker wordt genoemd. Hiermee wordt bereikt dat de akoestische impedantie van de buis beter aangepast is aan die van de lucht, en de klarinet meer geluid produceert, vooral bij de lage tonen. Klarinetten worden meestal gemaakt van hout (vooral grenadillehout), maar metaal en kunststof worden ook gebruikt.
Het geluid ontstaat tussen het mondstuk en het riet dat eronder geklemd of gebonden wordt met een rietbinder (ligatuur). De speler houdt het geheel van mondstuk en riet tussen de lippen en brengt het riet in trilling door te blazen, waarbij de meetrillende luchtstroom via het mondstuk in het instrument wordt geleid. De speler houdt de onderlip naar binnen, over de ondertanden heen, zodat de buitenkant van de lip tegen het riet ligt. De lipspanning (embouchure) bepaalt hoeveel vrijheid het riet krijgt en beïnvloedt de toonhoogte en de klankkleur.
Pijlriet is een gangbaar materiaal voor het riet, maar synthetische materialen komen ook voor. Bij vergelijkingen tussen rieten worden de plantaardige soms 'hout' genoemd: Heb je liever een houten of een kunststof riet?
Een grotere hardheid van het riet geeft een warmere klank, maar is voor beginnelingen moeilijker te bespelen. De rieten gaan slechts een beperkte tijd mee en moeten regelmatig vervangen worden. De hardheid van een riet wordt aangegeven met een getal, en varieert tussen 1 (zachtste) en 5 (hardste). 2½, de middelste maat, wordt vaak gebruikt door beginners.
De mogelijke toonhoogten worden bepaald door de effectieve lengte van de buis na het riet, die grotendeels bepaald wordt door de afstand tussen het riet en het eerste niet afgesloten toongat, de overblaasklep niet meegerekend. Een aan één zijde gesloten cilindrische buis levert een boventonenreeks met uitsluitend oneven harmonischen. Daardoor blaast een klarinet over in de duodecime in plaats van het octaaf, in tegenstelling tot de meeste andere blaasinstrumenten.
Een moderne klarinet bestaat uit vijf losse onderdelen, die luchtdicht in elkaar passen door een afdichting van kurk:
- mondstuk
- tonnetje
- tweedelig middendeel met alle kleppen en gaten, splitsbaar om de klarinet makkelijk uit elkaar te halen en mee te nemen
- beker.

## Bereik
Het bereik van de klarinet is groter dan dat van de andere houtblaasinstrumenten en is niet exact te definiëren, omdat het afhangt van de vaardigheid van de bespelers. De beste klarinetspelers kunnen meer hoge tonen produceren. Het instrument kent drie registers. Het laagste register is het chalumeauregister en loopt voor een B♭-klarinet van een (klinkende) lage D tot de A anderhalf octaaf hoger. Met de duodecimeklep ingedrukt klinkt het klaroenregister. Het bereik wordt dan drie octaven. Het hoogste register, bereikbaar via speciale grepen en overblazen wordt altissimoregister genoemd.

## Oorsprong en ontwikkeling
De middeleeuwse voorloper van de klarinet, als enkelrietinstrument, is de chalumeau. De klarinet is waarschijnlijk rond 1690 uitgevonden door Johann Christoph Denner. De meest gangbare klarinet is de B♭-klarinet, deze is ongeveer 66 centimeter lang. Vroeger werd voor iedere toonsoort een andere klarinet gebruikt (de klarinettist speelt feitelijk een greepschrift).
Door de eeuwen heen is de klarinet steeds verder ontwikkeld. Vrijwel overal wordt tegenwoordig het Franse Böhm-systeem van kleppen en brillen gebruikt. In Duitsland en Oostenrijk is de Duitse klarinet, met het Oehler-systeem gangbaar. Het vroeger veel gebruikte Albert-systeem wordt nog gebruikt in klezmer, dixieland en Oost-Europese volksmuziek.
De saxofoon is een verdere ontwikkeling van de klarinet, maar met zoveel wijzigingen dat in feite een nieuw instrument is ontstaan.

## Houtsoorten
Voor het maken van een klarinet wordt sinds de tweede helft van de negentiende eeuw vooral grenadillehout gebruikt (Dalbergia melanoxylon). Dit hout is bijna zwart van kleur en wordt ook voor piccolo's en hobo's gebruikt. In het verleden zijn diverse andere houtsoorten gebruikt, zoals:
- palmhout (Buxus sempervirens). Dit hout was in Europa wijd beschikbaar. Het hout werd gepolitoerd.
- Zapatero uit Brazilië
- Ebben (Diospyros crassiflora) uit Afrika
- Kingwood (Dalbergia cearensis)
- Cocus (Brya ebenus)
- Castellohout (Calycophyllum multiforum)

## Varianten en gebruik
Tegenwoordig worden vooral de B♭-, en soms de A-klarinet gebruikt. De hoge E♭-klarinet wordt vooral gebruikt in harmonieorkesten, soms in symfonieorkesten als piccolo-klarinet, en soms als les-klarinet. Voor lesdoeleinden wordt de laatste jaren steeds vaker de C-klarinet gepropageerd en gebouwd. De C-klarinet wordt soms door klarinettisten gebruikt als ze met niet-transponerende instrumenten een partijtje moeten meeblazen. De C-klarinet is namelijk de enige klarinet die niet transponeert. Er bestaat een nog kleinere klarinet, de A♭-klarinet, die bij hoge uitzondering in clarinet-choirs gebruikt wordt. In Zuid-Europese landen is dit instrument vaker in gebruik.
Doordat een klarinet overblaast in de duodecime (octaaf + kwint) is het bereik bijzonder groot. Nadeel is dat er veel kleppen nodig zijn om deze intervallen te overbruggen. De B♭-klarinet heeft een (klinkend) toonbereik van D - c''''. De toon van een B♭-klarinet is qua bereik en warmte van de klank het meest te vergelijken met het timbre van de menselijk stem.
Behalve de 'gewone' B♭-klarinet bestaan er ook bas-, tenor- en altvarianten: de basklarinet in B♭, de altklarinet in E♭, de contra-altklarinet in E♭, de contrabasklarinet in B♭ en de subcontrabasklarinet in E♭. De laatste drie typen klarinetten worden weinig gebruikt. De bassethoorn in F is geen hoorn maar een iets hogere altklarinet. De bassetklarinet was populair ten tijde van Mozart: een van zijn concerten, het klarinetconcert KV622 is oorspronkelijk voor dit instrument geschreven. Het is een geheel ander instrument dan de bassethoorn. De bassetklarinet staat in A, maar heeft een aantal toegevoegde kleppen, waardoor het bereik in de laagte is uitgebreid. Tegenwoordige uitvoeringen van het klarinetconcert van Mozart worden bijna altijd gedaan op de A-klarinet, hier en daar wordt een aantal noten dan geoctaveerd.
De basklarinet vindt men enkelvoudig of dubbelvoudig als ondersteunend bas-instrument in symfonie- en harmonieorkesten. De basklarinet en de zeldzame contrabasklarinet worden ook als solo-instrument veelvuldig gebruikt. Het bereik van de basklarinet was oorspronkelijk een octaaf lager dan dat van de B♭-klarinet, met als laagste toon een E. In navolging van de bassetklarinet is hier in de 19e eeuw ook een aantal kleppen aan toegevoegd, waardoor de laagste toon de C is. Ook de B♭-klarinet kent uitvoeringen met een extra klep naar E♭, zodat er voor een partij in A (oorspronkelijk bedoeld voor A-klarinet) geen omwisseling van instrument nodig is.
Vanwege het op het mondstuk aanwezige (enkele) riet noemt men de klarinettist ook wel een rietblazer evenals de hobo (dubbel riet), fagot (dubbel riet) en saxofoon (enkel riet). Alle genoemde rietblaasinstrumenten behoren tot de categorie der houtblazers, of ze nu van hout zijn of niet.

## Galerie

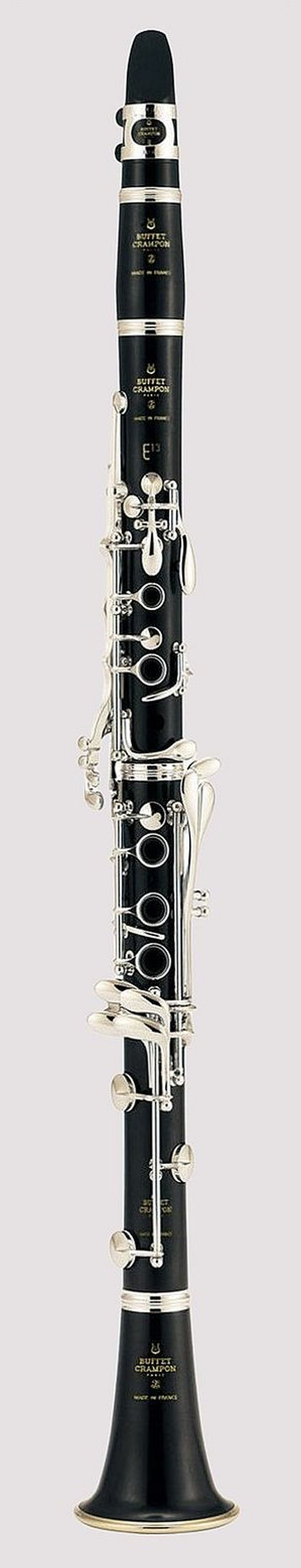
Franse Klarinet (Originele Boehm met 17 kleppen en 6 ringen), ontworpen 1843 door Hyacinthe Klosé en Louis Auguste Buffet
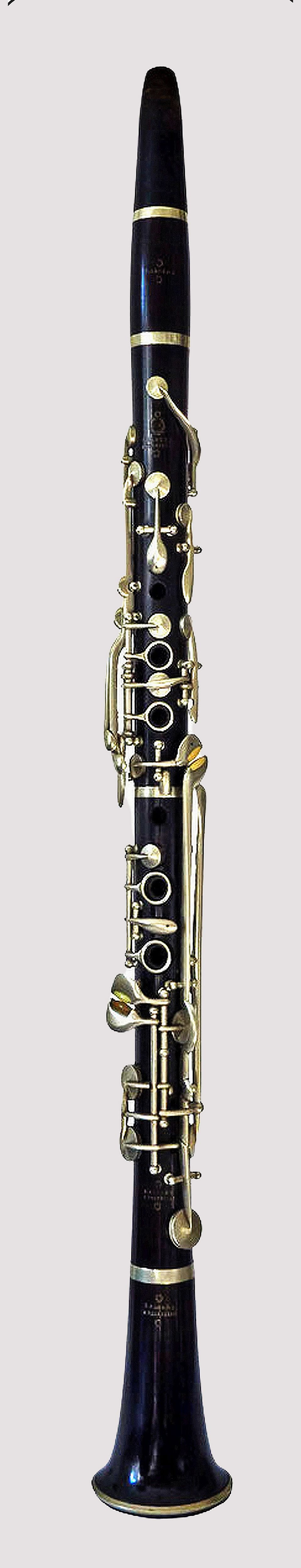
Albert klarinet met 16 kleppen, 4 ringen en met 4 rollen, ontworpen ca. 1850 door Eugène Albert
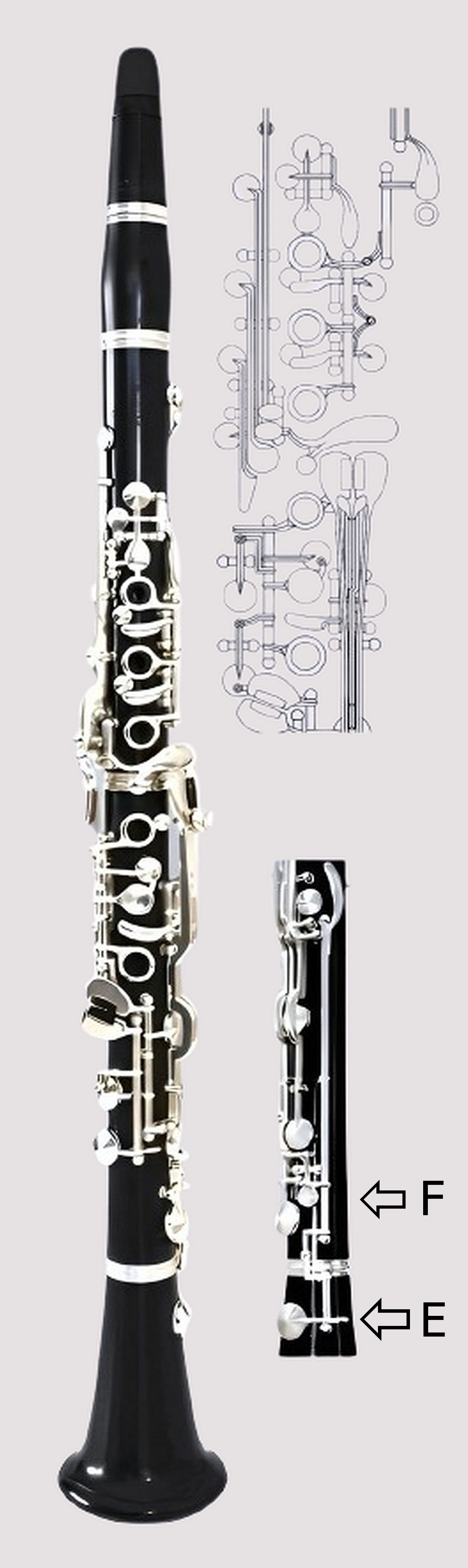
Duitse klarinet met 22 kleppen en 5 ringen en een deksel op het middelste toongat van het onderstuk en met 4 rollen, ontwikkeld in 1905 door Oscar Oehler, en (later toegevoegd) een bekermechanisme om de lage E en F te verbeteren.
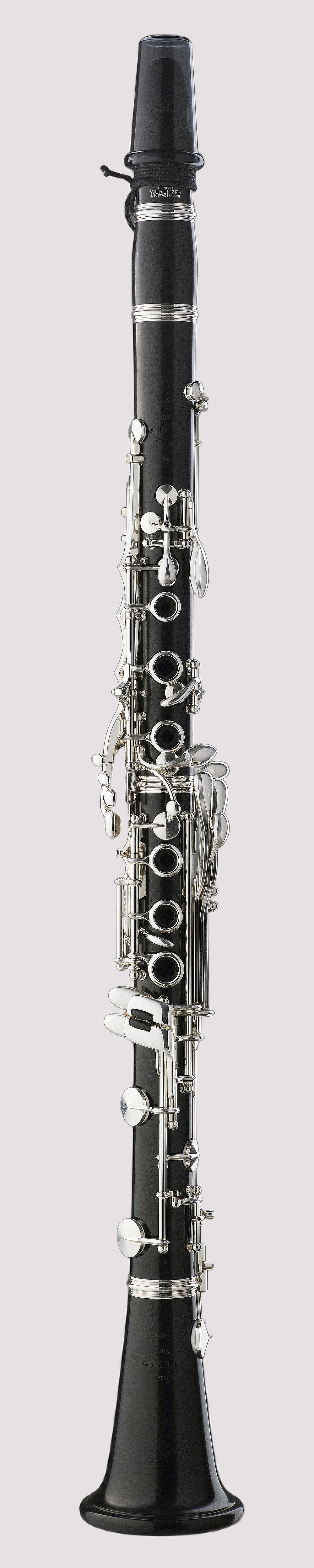
Reform Boehm klarinet met 19 kleppen, 7 ringen, 2 rollen en bekermechanisme, ontwikkeld ca. 1949 door Fritz Wurlitzer.
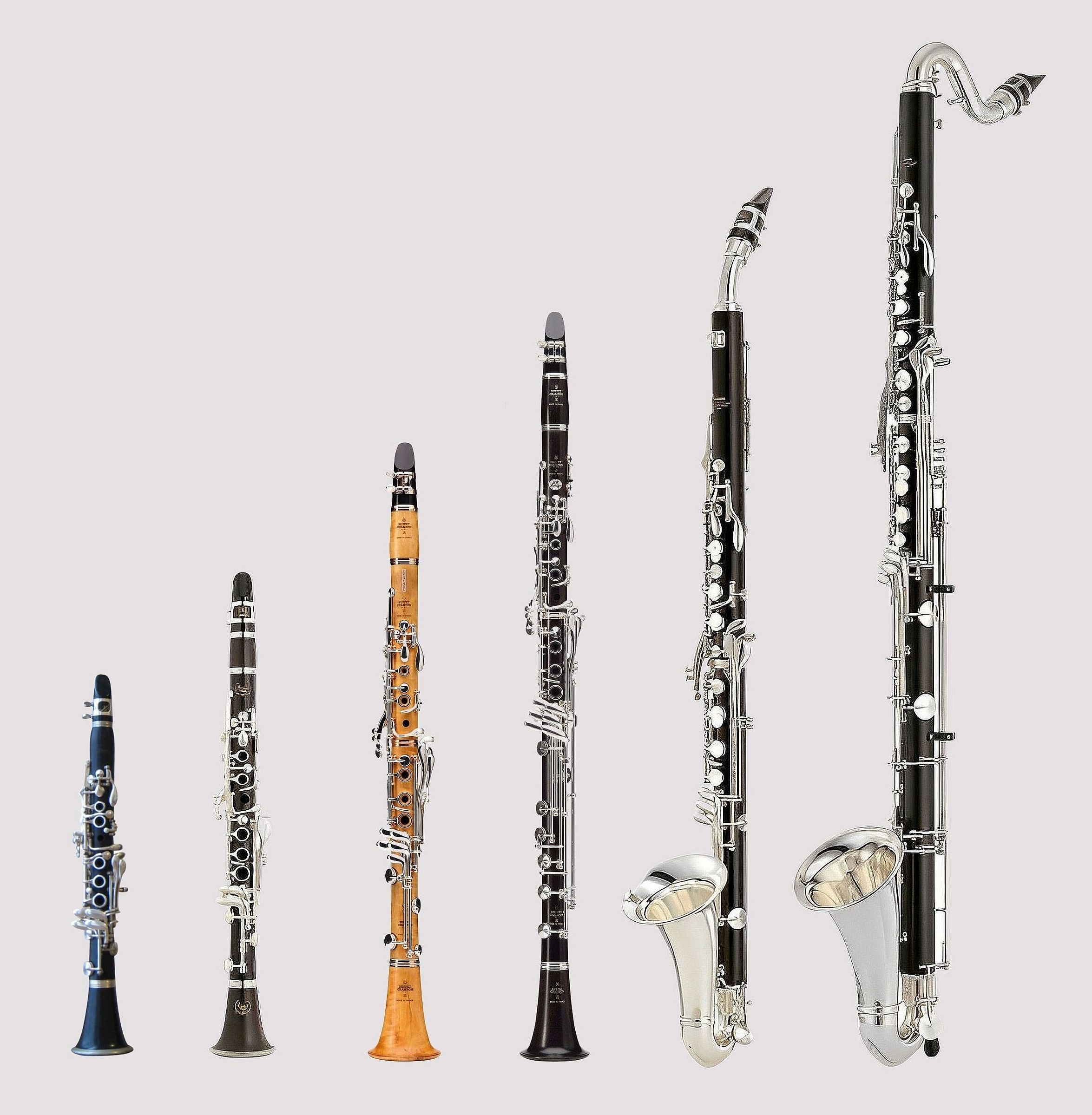
A♭-klarinet (sopranissimo), E♭-klarinet (sopranino), B♭-klarinet (soprano), bassetklarinet in A, altklarinet in E♭ en basklarinet in B♭ (Frans systeem)
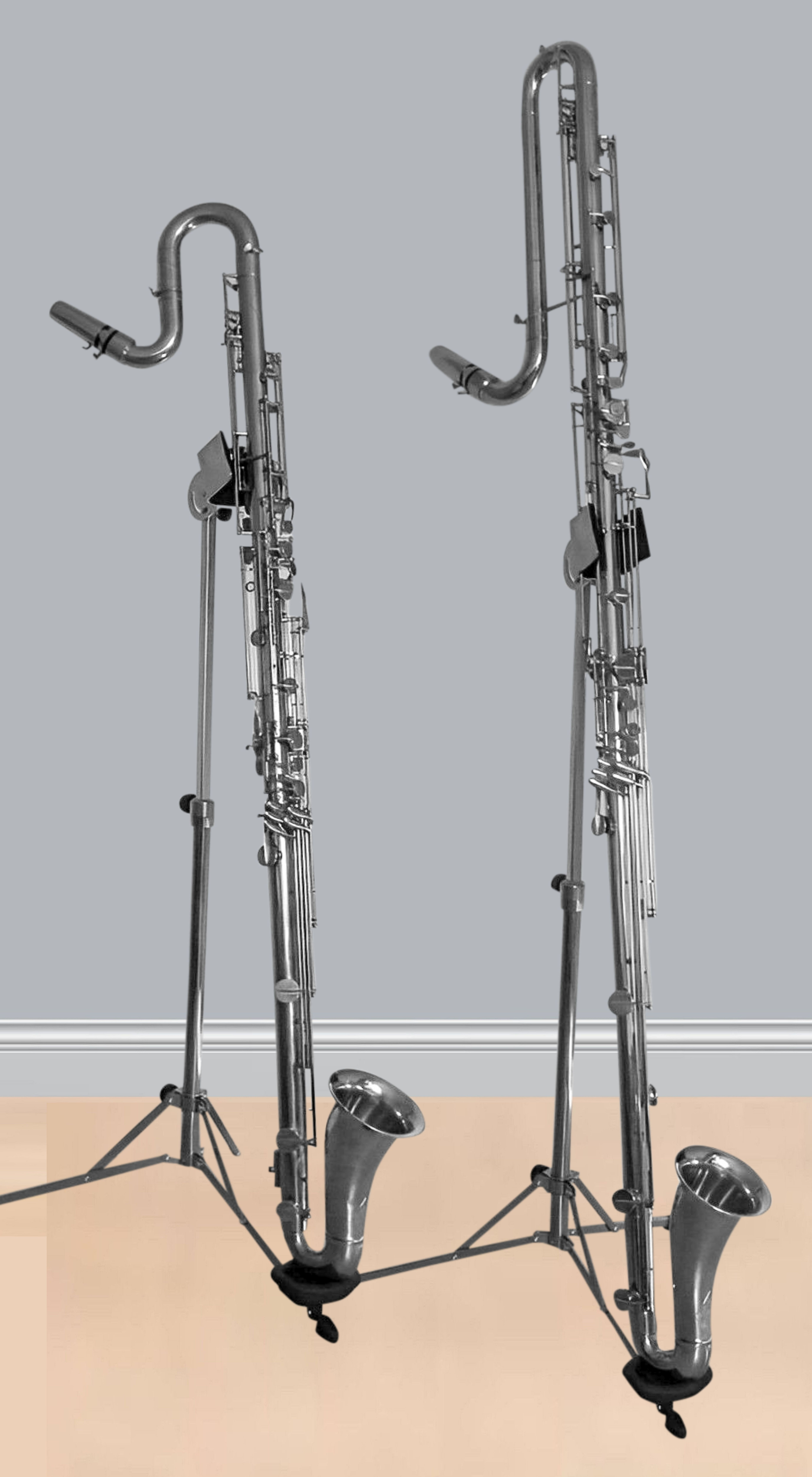
contra-altklarinet en contrabasklarinet (Frans systeem)

## Bekende klarinettisten
Enkele bekende bespelers van de klarinet zijn (alfabetisch op achternaam):
- Arjan Ariëns Kappers
- Sidney Bechet
- Walter Boeykens
- Louis Cahuzac
- Jan Cober
- Buddy DeFranco
- André Donni
- Marty Ehrlich
- Giora Feidman
- Martin Fröst
- Benny Goodman
- Roeland Hendrikx
- Piet Honingh
- Theo Jörgensmann
- Emma Johnson
- Sharon Kam
- Dieter Klöcker
- Henk van Lijnschooten
- Sabine Meyer
- Andreas Ottensamer
- Peter Schilperoort
- Herman Schoonderwalt
- Artie Shaw
- Eddy Vanoosthuyse
- Annelien Van Wauwe
- Lester Young

### Bekende historische klarinettisten
Anton Stadler, Johann Simon Hermstedt, Heinrich Joseph Baermann, Iwan Müller, Carl Baermann en Richard Mühlfeld (1753-1907). Sommigen van hen werkten nauw samen met de componisten Wolfgang Amadeus Mozart, Louis Spohr, Carl Maria von Weber en Johannes Brahms.

## Bekende fabrikanten
Frankrijk: Buffet Crampon, Henri Selmer Paris - Duitsland: Herbert Wurlitzer, Seggelke Klarinetten, Leitner & Kraus, F. Arthur Uebel, Buffet Crampon Deutschland -  Japan: Yamaha Corporation - Taiwan: Jupiter Instruments - USA: Conn-Selmer, Inc. -  Tsjechië: Amati Kraslice - Canada: Backun Musical Services, Stephen Fox - Chili: Luis Rossi